# Он не вернулся из боя
„Он не вернулся из боя“ е песен на Владимир Висоцки, представена през 1969 година.
Песента е саундтрак на филма „Синовете отиват на бой“ (1969), който от своя страна е продължение на филма „Война под покривите“ (1967).
| Изпълнители                         | Изпълнители       | Изпълнители        | Изпълнители | Изпълнители     | Изпълнители |
| Име                                 | Текст             | Музика             | Година      | Продължителност |             |
| ----------------------------------- | ----------------- | ------------------ | ----------- | --------------- | ----------- |
| Владимир Высоцкий                   | Владимир Высоцкий | Станислав Пожлаков | 1969        | 3:17            |             |
| Станислав Пожлаков                  | Владимир Высоцкий | Станислав Пожлаков | 1973        |                 |             |
| Боб Дилън                           | Владимир Высоцкий | Боб Дилън          | 1973        |                 |             |
| Амир Исламов, Вадим Красюк          | Владимир Высоцкий | Станислав Пожлаков | 2010        | 6:48            |             |
| Александр Молотков, Виктор Молотков | Владимир Высоцкий | Станислав Пожлаков | 2016        | 3:11            |             |
| Виктор Цой                          | Владимир Высоцкий | Виктор Цой         |             |                 |             |
| ВИА АмурПол                         | Владимир Высоцкий | Станислав Пожлаков | 2020        | 2:24            |             |
| Сергей Безруков                     | Владимир Высоцкий | Станислав Пожлаков | 2020        | 3:24            |             |
| Александър Маршал                   | Владимир Высоцкий | Станислав Пожлаков | 2021        | 3:07            |             |